# Freshfields Bruckhaus Deringer
Freshfields est un cabinet d'avocat. Il est l'une des plus grandes sociétés de conseils juridiques au monde. Son siège est situé à Londres. Il est intégré au Magic Circle.